# 芦沢一洋
芦沢 一洋（あしざわ かずひろ、1938年3月15日 -  1996年 ）は、日本のフリーライター。
アウトドアライター、ネイチャーライター。
山梨県南巨摩郡鰍沢町出身。早稲田大学文学部卒業。
フリーのグラフィックデザイナーとして活動する傍ら、日本フライフィッシング協会の設立に関わるなど、日本のアウトドア界の草分けとして知られる。新聞、雑誌、TV、ラジオでバックパッキング、フライ・フィッシングを中心にアウトドアライフ全般にわたる著作活動を行ない、国内各地と合衆国、カナダ、ニュージーランドを歩く。

## 著書

### 単著
- 『バックパッキング入門』（小林泰彦イラスト、近藤辰郎写真、山と渓谷社） 1976
- 『自然とつきあう五十章』（寺崎央編、森林書房、森林選書） 1979
- 『西洋毛鉤鱒釣師譚 : フライフィッシャーのすばらしい世界』（森林書房、森林選書） 1979
- 『フライフィッシング全書』（森林書房） 1983
- 『アーバン・アウトドア・ライフ』（講談社、講談社現代新書） 1984
- 『アウトドア・ものローグ』（森林書房） 1985
- 『ベストフライフィッシング : イラスト教書』（佐藤盛男絵、広済堂出版、フィッシングライブラリー） 1985
- 『原野を楽しむ』（冬樹社） 1988
- 『山女魚里の釣り』（山と渓谷社） 1989
- 『バック・カントリーをめぐるとっておきの14の話』（岩波書店、自然人のための本箱） 1990

### 編著
- 『日本のフライ・フィッシング』（共編、Gegraf） 1989

### 翻訳
- 『遊歩大全 : ハイキング,バックパッキングの歓びとテクニック』上・下（コリン・フレッチャー、森林書房、森林選書） 1978
- 『海に暮らす : サーフマンと呼ばれた漁師たち』（ピーター・マシーセン、共訳、岩波書店） 1993